# Guapirama
Guapirama este un oraș în Paraná (PR), Brazilia.